# Electrophaes nigrifulvaria
Electrophaes nigrifulvaria là một loài bướm đêm trong họ Geometridae.